# Interludium I - Funeral Path
Interludium I - Funeral Path è il quarto album della funeral doom metal band belga Until Death Overtakes Me edito nel 2004.
Il disco è stato pubblicato con licenza creative commons (cc-by-nc-nd-3.0) ed è liberamente ascoltabile e scaricabile da internet.

## Tracce
1. Funeral Dance – 50:41
2. Marche Funèbre – 21:29

## Formazione
- Stijn Van Cauter - voce, tutti gli strumenti.